# ATP Challenger Aruba
Das ATP Challenger Aruba (offiziell: Aruba Challenger) war ein Tennisturnier, das von 1995 bis 1996 jährlich auf der Karibikinsel Aruba stattfand. Es gehörte zur ATP Challenger Tour und wurde im Freien auf Hartplatz gespielt. Mahesh Bhupathi und Leander Paes gewannen im Doppel beide Ausgaben.

## Liste der Sieger

### Einzel
| Jahr | Sieger         | Finalgegner    | Ergebnis |
| ---- | -------------- | -------------- | -------- |
| 1996 | Vincent Spadea | Grant Stafford | 6:3, 7:5 |
| 1995 | Chris Woodruff | Jim Pugh       | 6:4, 6:2 |

### Doppel
| Jahr | Sieger                       | Finalgegner                             | Ergebnis      |
| ---- | ---------------------------- | --------------------------------------- | ------------- |
| 1996 | Mahesh Bhupathi Leander Paes | Sébastien Leblanc Grant Stafford        | 6:2, 6:2      |
| 1995 | Mahesh Bhupathi Leander Paes | José Antonio Conde Christo van Rensburg | 6:4, 4:6, 7:6 |